# Nativas no Campus
Nativas no Campus é um projeto de extensão universitária iniciado na Universidade Federal do Rio Grande do Norte (UFRN) que tem como objetivo "promover a conservação de árvores da Mata Atlântica através da arborização urbana, integrando a UFRN com a comunidade externa por meio da inclusão social, educação ambiental e responsabilidade social de empresas e instituições". As atividades do projeto têm incluído desde mutirões de plantio (às vezes em ocasiões especiais, como em recepções de calouros ou no Dia Global do Voluntariado Jovem) a pesquisas científicas. Como propõe o projeto, nas atividades há participação de diversos setores da sociedade (forças armadas, estudantes de instituições educacionais de diversos níveis, residentes de abrigos e manicômios etc.). Planeja-se também ampliar o projeto para além do campus, contando com as atividades atuais para "gerar as bases (conhecimento científico e operacional) para a criação do Projeto Nativas em Natal e, desse modo, conjuntamente com o Poder Público, ONGs e a participação da sociedade, transformar Natal numa cidade verde, e elevar o nível de consciência ecológica de sua população."